# Spas-Demensk
Spas-Demensk (en russe : Спас-Деме́нск) est une ville de l'oblast de Kalouga, en Russie, et le centre administratif du raïon de Spas-Demensk. Sa population s'élevait à 4 691 habitants en 2013.

## Géographie
Spas-Demensk est arrosée par la Demena, un affluent de l'Ougra, et se trouve à 148 km à l'ouest de Kalouga et à 274 km au sud-ouest de Moscou.

## Histoire
La première mention de Spas-Demensk remonte à l'année 1494 ; la localité s'appelait alors Demensk (Деме́нск). Elle reçut son nom actuel en 1855 et le statut de ville en 1917.
Pendant la Seconde Guerre mondiale, la ville fut occupée par l'Allemagne nazie le 4 octobre 1941 et le théâtre de violents affrontements. Elle fut reconquise par l'Armée rouge le 13 août 1943.

## Population
Recensements (*) ou estimations de la population
| 1926* | 1959* | 1970* | 1979* | 1989* |
| ----- | ----- | ----- | ----- | ----- |
| 1 729 | 6 320 | 7 119 | 6 096 | 6 239 |

| 2002* | 2010* | 2012  | 2013  | 2014 |
| ----- | ----- | ----- | ----- | ---- |
| 5 296 | 4 904 | 4 785 | 4 691 | -    |